# Homolodromioidea
Super-famille
Les Homolodromioidea forment  une super-famille de crabes. Elle comprend cinq familles dont quatre sont éteintes.

## Liste des familles
Selon World Register of Marine Species (7 juillet 2016) :
- Homolodromiidae Alcock, 1900
- † Bucculentidae Schweitzer & Feldmann, 2009
- † Goniodromitidae Beurlen, 1932
- † Prosopidae von Meyer, 1860
- † Tanidromitidae Schweitzer & Feldmann, 2008
- Genres à la famille indéterminée
  - † Mesodromilites Woodward, 1900
  - † Microcorystes Fritsch, 1893
  - † Mithracites Gould, 1859
  - † Nipponopon Karasawa, Kato & Terabe, 2006
  - † Oonoton Glaessner, 1980
  - † Oxythyreus Bronn & Roemer, 1852
  - † Rugafarius Bishop, 1985

## Référence
- (en) Alcock, 1900 : Materials for a carcinological fauna of India. No. 5. The Brachyura Primigenia, or Dromiacea. Journal of the Asiatic Society of Bengal, vol. 68, p. 123–169.

## Sources
- (en) De Grave & al., 2009 : A Classification of Living and Fossil Genera of Decapod Crustaceans. Raffles Bulletin of Zoology Supplement, n. 21, p. 1-109.
- (en) Guinot & Davie, 2008 : Systema Brachyurorum: Part I. An annotated checklist of extant brachyuran crabs of the world. Raffles Bulletin of Zoology Supplement, n. 17 p. 1–286.